# Station Eemshaven
Station Eemshaven is een spoorwegstation aan de stamlijn Eemshaven in de gemeente Het Hogeland in de Nederlandse provincie Groningen, geopend op 28 maart 2018. Op 20 juni 2018 is het station officieel geopend door koning Willem-Alexander.

## Geschiedenis
In de provincie Groningen ontstond aan het begin van de 21e eeuw behoefte aan een treinverbinding met de veerboot uit de Eemshaven naar het Oost-Friese waddeneiland Borkum. Op dat moment was er in de zomermaanden een lijndienst per bus met de stad Groningen; in de winter reed een treintaxi. De treinverbinding was eenvoudig te realiseren omdat de spoorlijn Groningen - Roodeschool door middel van een goederenspoorlijn (de stamlijn Eemshaven) al sinds 1978 verbonden is met de Eemshaven. Later kwam men tot het inzicht dat deze lijn ten goede komt aan de werkenden in het Eemshavengebied. Dit gegeven werd opgenomen in de nieuwe concessie voor de treindienst op de Noordelijke Nevenlijnen, die met ingang van december 2020 opnieuw is gegund aan Arriva Personenvervoer Nederland. 
In augustus 2012 werd bekendgemaakt dat de financiering voor een spoorlijn naar de Eemshaven rond was. Na het uitwerken van een voorkeursalternatief heeft de provincie in 2015 opdracht gegeven voor het definitieve ontwerp en bestek, waarna de bouw kon volgen. Bij dit project waren vele partijen betrokken: spoorbeheerder ProRail, spoorvervoerder Arriva, rederij AG Ems, de provincie Groningen, het ministerie van Infrastructuur en Milieu, havenschap Groningen Seaports, de gemeenten Eemsmond en Borkum, de Regio Groningen-Assen, de Landkreis Leer, de Eems Dollard Regio, het Land Niedersachsen en de Kamer van Koophandel Noord.

## Opzet
De sinds 1978 bestaande goederenspoorlijn is over een afstand van 4,7 kilometer geschikt gemaakt voor personenvervoer. Daarnaast is 3 kilometer nieuw spoor aangelegd, grotendeels op buitendijks terrein. Het treinstation, dat naast de terminal van rederij AG Ems aan de Beatrixhaven is gebouwd, dient als overstapstation voor de veerboot. Het is een eenvoudig kopstation met één spoor en een perron.

## Gebruik en verbindingen
Naar verwachting zal het station gebruikt worden door reizigers die gebruikmaken van de bootverbinding met het eiland Borkum en door werkenden in het Eemshavengebied, al zijn er geen bedrijven in de onmiddellijke omgeving van het station. Het aantal reizigers wordt geschat op 66.000 per jaar. Geregeld  worden plannen gelanceerd voor andere veerverbindingen, zoals naar Schotland. Tussen 2022 en 2023 onderhield de MS Romantika van de rederij Holland Norway Lines een veerdienst die de haven drie keer per week met Kristiansand (Noorwegen) verbond.

## Noordelijkste en buitendijks station
Een bijzonderheid is dat het station het noordelijkste van Nederland is. Die eer viel vanaf 8 januari 2018 enkele maanden te beurt aan het nieuwe station Roodeschool bij de kruising met de Hooilandseweg. Eerder het nabijgelegen voormalige station Roodeschool aan de Stationsstraat.
Een verdere bijzonderheid is dat station Eemshaven en krap 3 kilometer spoor buiten de primaire zeewering (de zeedijk) liggen. Het spoor gaat ter hoogte van de zeedijk door twee coupures heen, om door middel van lange taluds en volgt dan de schermdijk rond de Eemshaven. De spoorbedding vormt de dijkvoet aan de binnenzijde van de schermdijk. De spoorbedding is (ongebruikelijk) over de hele afstand op asfalt gefundeerd om de stevigheid van de dijk te waarborgen. Station Eemshaven is hiermee niet alleen het noordelijkste, maar ook het enige buitendijkse station in Nederland.

## Verbindingen
De treinen van de lijn Groningen - Roodeschool van Arriva rijden per dag 4 à 5 keer door naar de Eemshaven. Bij de hernieuwde gunning van het regionaal treinvervoer van Noord-Nederland (2020) aan Arriva werd de uitbreiding tot een halfuurdienst aangekondigd.
Treindienst sinds 28 maart 2018
| Serie      | Treinsoort         | Route                               | Bijzonderheden                                 |
| ---------- | ------------------ | ----------------------------------- | ---------------------------------------------- |
| 37600 RS 4 | Stoptrein (Arriva) | Groningen – Roodeschool – Eemshaven | Vier à vijf treinen per dag van/naar Eemshaven |

Na ingebruikneming van het station is de zomerse busverbinding met Groningen vervallen, evenals de treintaxi. Overwogen werd om op 15 december 2019 een busverbinding met de stad Groningen, Appingedam en Uithuizen in de dienstregeling op te nemen. Deze bus kwam er uiteindelijk ook, lijn 160 reed sinds die datum in de spits tussen Groningen en Eemshaven (deze bus stopte niet bij het station). Vanwege het zeer geringe aantal passagiers werd deze lijn per 11 december 2022 alweer opgeheven. 

## Afbeeldingen

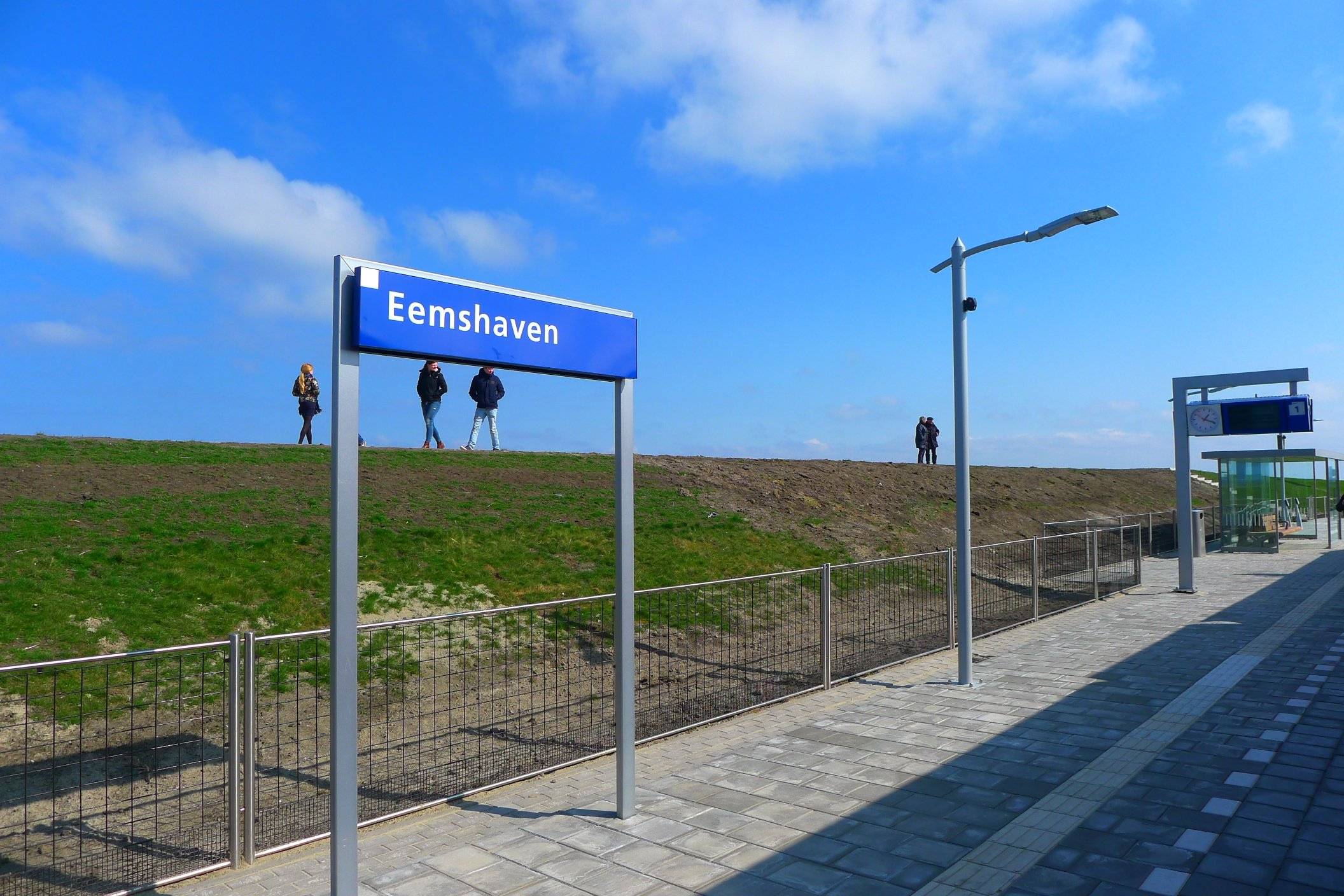
Het station enkele dagen na de opening
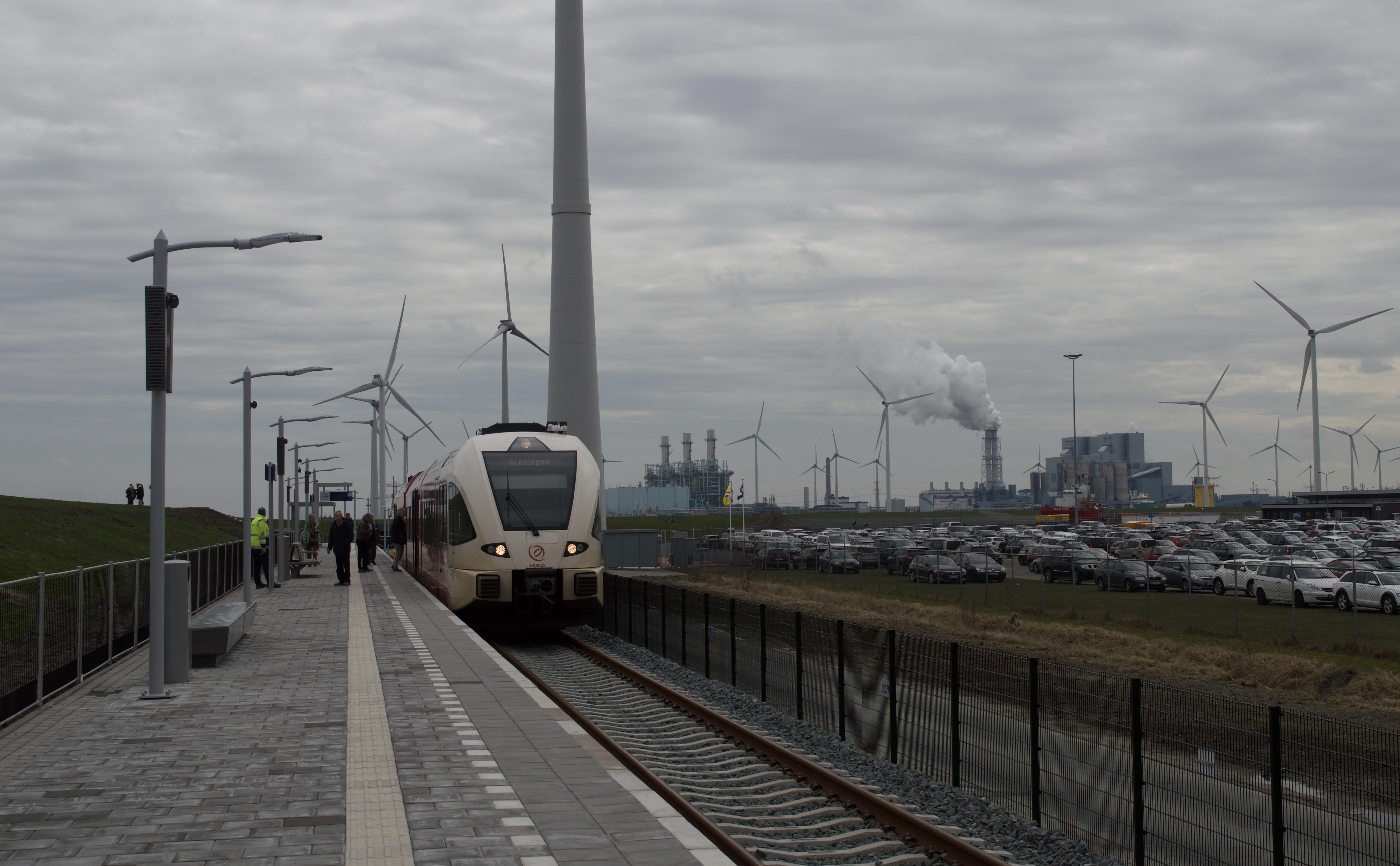
Rode Arriva GTW op het station
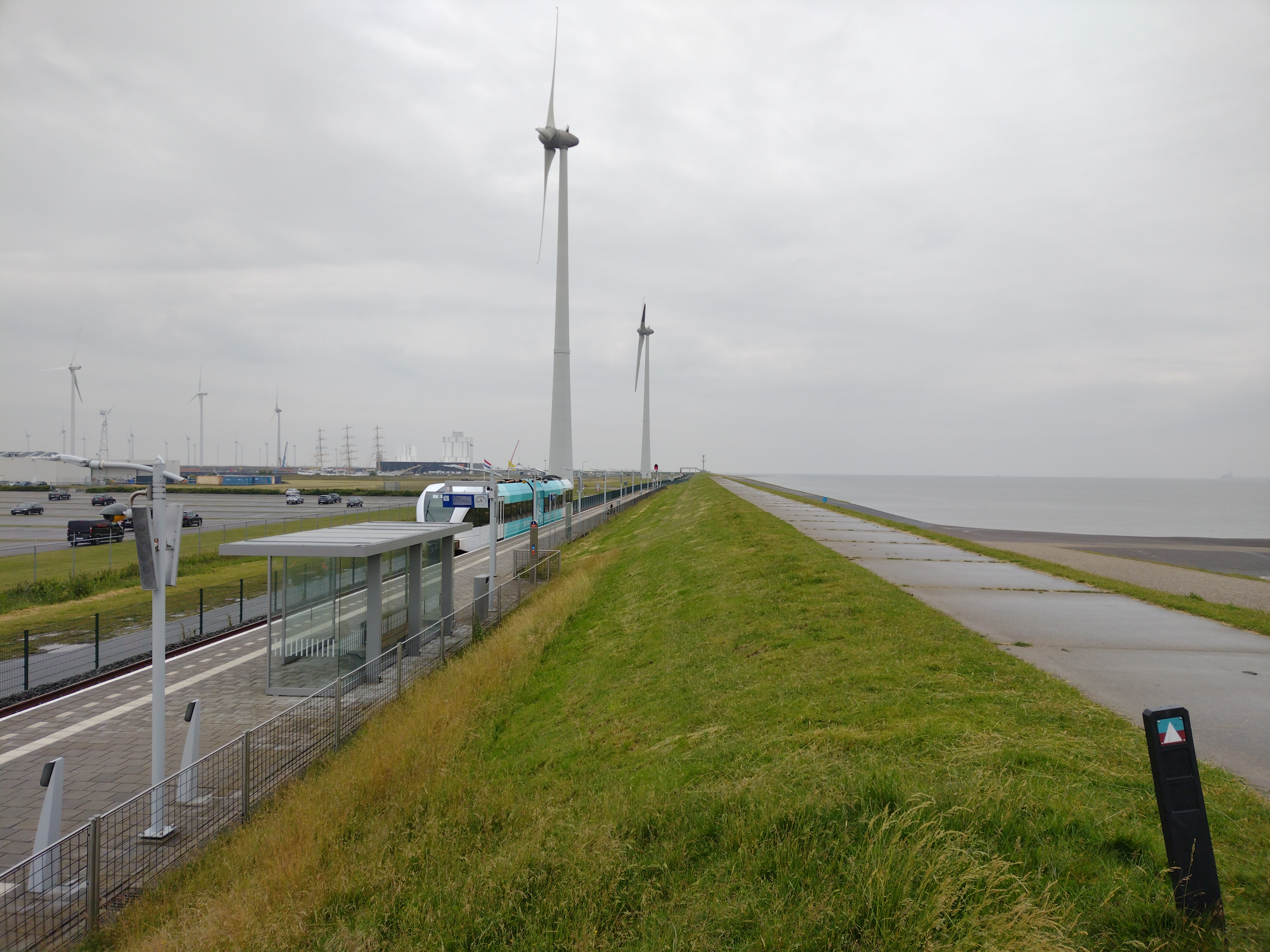
Het station gezien vanaf de dijk
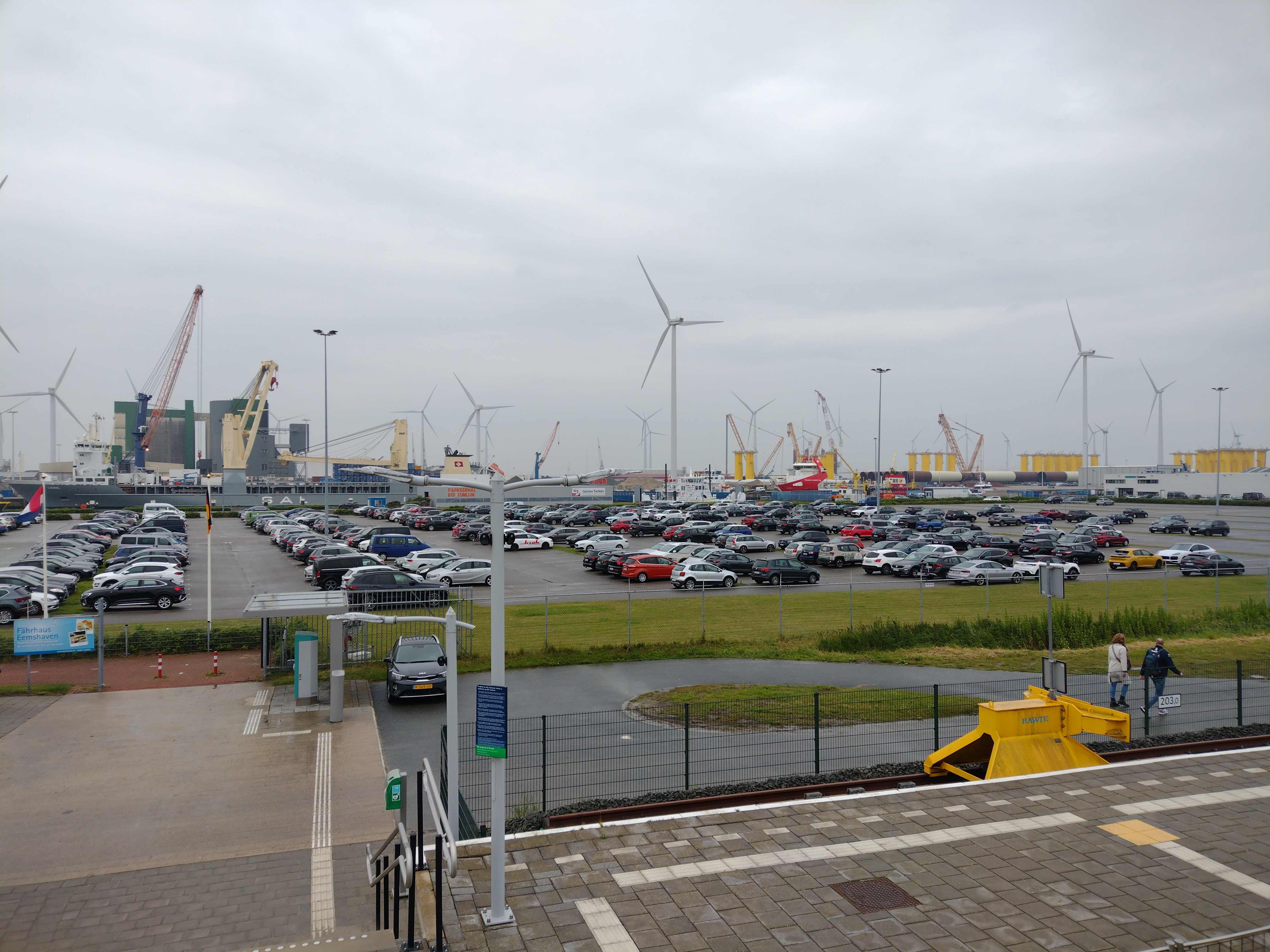
Het perron en op de achtergrond het havengebied

0,0: Sauwerd ·
4,6: Winsum ·
8,1: Baflo ·
12,8: Warffum ·
Wadwerd ·
16,0: Usquert ·
Munnikenweg ·
20,7: Uithuizen ·
Dingeweg ·
23,8: Uithuizermeeden ·
Meedsterweg ·
26,9: Roodeschool ·
1,0: Roodeschool ·
Eemshaven
Appingedam · 
Bad Nieuweschans ·
Baflo · 
Bedum · 
Delfzijl · 
-West · 
Eemshaven ·
Grijpskerk · 
Groningen · 
-Europapark ·
-Noord ·
Haren · 
Hoogezand-Sappemeer · 
Kropswolde · 
Loppersum · 
Martenshoek · 
Roodeschool · 
Sauwerd · 
Scheemda · 
Stedum · 
Uithuizen · 
Uithuizermeeden · 
Usquert · 
Veendam · 
Warffum · 
Winschoten · 
Winsum · 
Zuidbroek · 
Zuidhorn
Voormalige stations: zie de lijst van voormalige spoorwegstations in Groningen